# 网脉胡卢巴
网脉胡卢巴（学名：Trigonella cancellata），为豆科胡卢巴属下的一个植物种。